# シェービングソープ

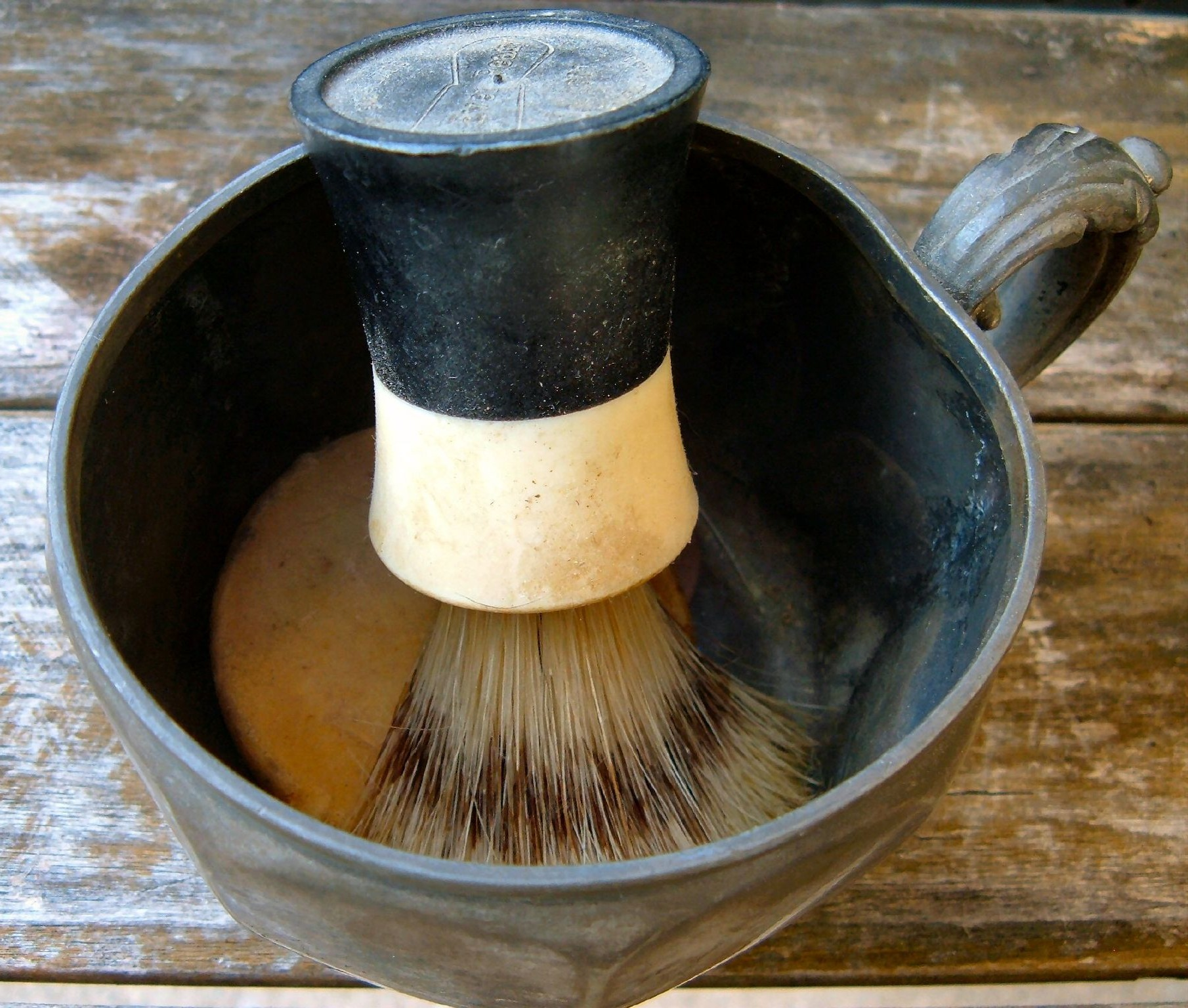
シェービングマグ

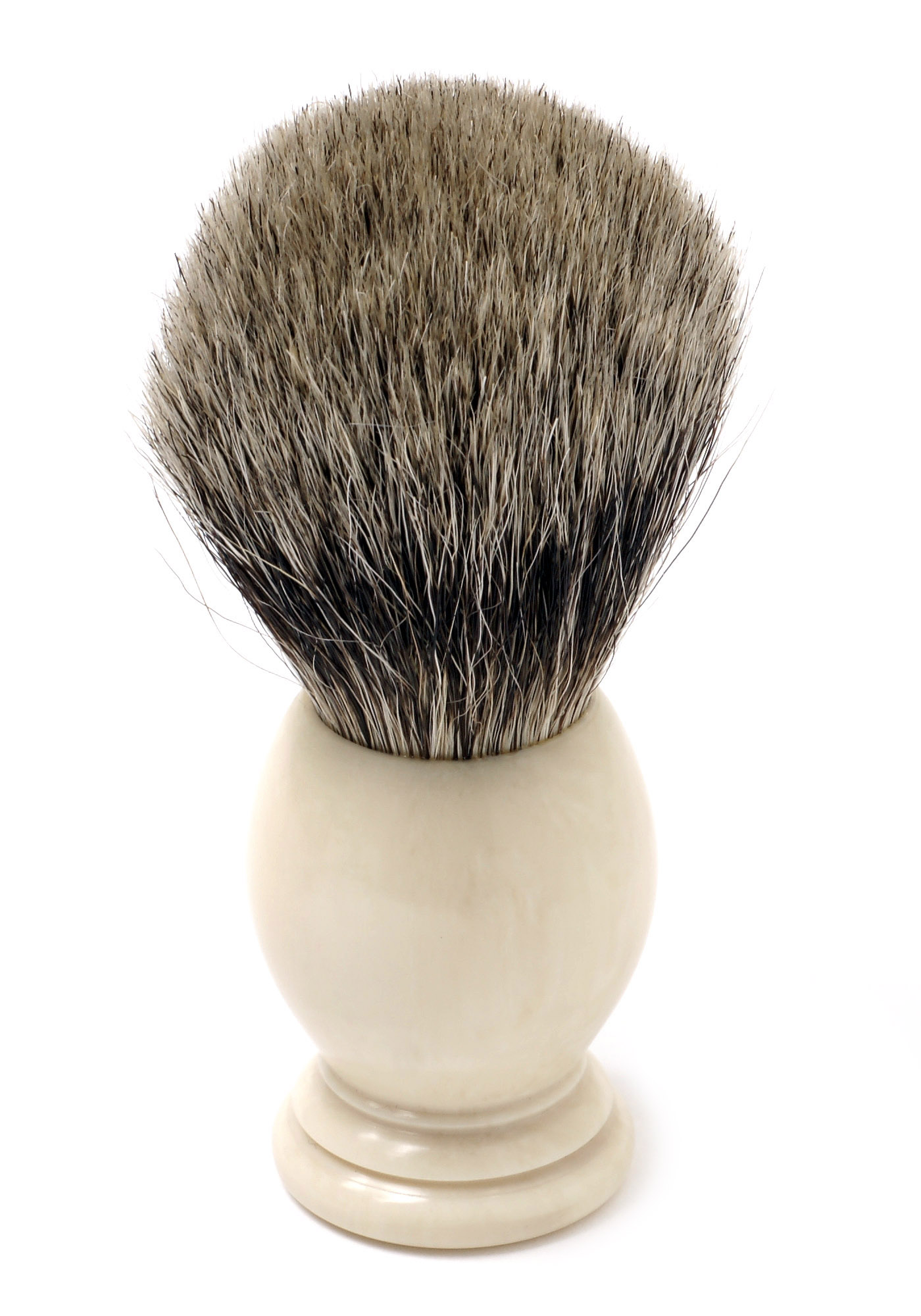
シェービングブラシ

シェービングソープ (shaving soap) は、髭剃り時に使う石鹸である。
形状は、粉末状、液状などがある。シェービングカップ(シェービングマグ、Shaving mug)に適量を入れて湯を加え、シェービングブラシ（Shaving brush）で泡立てて髭剃り前の皮膚に塗布して使用する。シェービングソープの使用には、剃るべき箇所が分かるようにする目的のほか、皮脂を浮かせてひげを剃りやすくすること、剃刀の刺激を抑えて剃刀負けを防ぐことなどの目的がある。